# لوبوش کوهوتک
لوبوش کوهوتک (تلفظ چکی: [ˈkoɦou̯tɛk]) (انگلیسی: Luboš Kohoutek؛ زادهٔ ۲۹ ژانویهٔ ۱۹۳۵) دانشمند و اخترشناس اهل جمهوری چک است. او کاشف ریزسیاره‌ها و دنباله‌دارهای کوچک، از جمله دنباله‌دار کوهوتک است که در سال ۱۹۷۳ با چشم غیر مسلح قابل مشاهده بود.
او همچنین تعداد زیادی سحابی سیاره‌نما را کشف کرد.